# Nora Eddington
Nora Eddington (Chicago, 25 febbraio 1924 – Los Angeles, 10 aprile 2001) è stata un'attrice e scrittrice statunitense famosa per essere stata la seconda moglie di Errol Flynn.

## Biografia
Nora Eddington nacque il 25 febbraio 1924 a Chicago, nell'Illinois, figlia di Jack Eddington, capitano del Dipartimento di polizia di Los Angeles e Rebecca Ruth Caprio.
Mentre lavorava presso il bar del tribunale di Los Angeles conobbe l'attore Errol Flynn. I due si sposarono il 12 agosto 1943 ed ebbero due figlie: Deirdre, nata nel 1945, e Rory, nata nel 1947. Il figlio di Rory, Sean, è anch'egli un attore.
Nel 1948 recitò accanto al marito nel film Le avventure di Don Giovanni. La coppia divorziò l'8 luglio 1949. Il successivo 17 luglio la Eddington sposò il cantante e attore Dick Haymes, dal quale divorziò il 18 settembre 1953. In seguito sposò Richard Black, dal quale ebbe un figlio, Kevin, morto di leucemia all'età di 10 anni.

## Filmografia
- Le avventure di Don Giovanni (Adventures of Don Juan), regia di Vincent Sherman (1948)